# Dewitt Peck
Dewitt Peck, sinh ngày 29 tháng 5 năm 1894 mất ngày 13 tháng 1 năm 1973. Ông là trợ lý thứ 18 của Tổng Tư lệnh Thủy quân Lục chiến Hoa Kỳ.

## Sự nghiệp
Ông sinh tại Bakersfield, California. Sau khi gia nhập quân đội Mỹ, ông đã tham gia nhiều trận đánh và tham gia thế chiến thứ nhất.
Sau khi ông được thăng chức thiếu tướng, ông đã nghỉ hưu. Ông qua đời ngày 13 tháng 1 năm 1973, tại bệnh viện căn cứ không quân Andrews.